# Hellmut Neumann
Hellmut Waldemar Neumann (* 19. Februar 1891 in Breslau; † 17. Oktober 1979 in Friedberg) war ein deutscher Rechtsanwalt, Politiker und Oberbürgermeister (DDP, SPD, SED) von Mühlhausen.

## Leben
Hellmut Neumann wurde im Februar 1891 als Sohn des Breslauer Gymnasial-Oberlehrers und Professors Wilhelm Neumann und dessen Ehefrau Elisabeth geborenen Macke geboren. Er besuchte nach der Volksschule das Gymnasium. Anschließend studierte er in Breslau Rechtswissenschaften und wurde zum Doktor der Rechte promoviert. Er war als Rechtsanwalt in Breslau, Hirschberg und Mühlhausen tätig. Im Jahr 1919 trat er in die Deutsche Demokratische Partei (DDP) ein, die er später wieder verließ. Seit 1920 war er Stadtrat von Mühlhausen und wurde im Jahr 1925 fast einstimmig von allen Fraktionen zum Oberbürgermeister (OB) gewählt.
Nach der Machtergreifung der NSDAP wurde er im Jahr 1933 seines Amtes enthoben und zwangspensioniert, Nun praktizierte er als Anwalt in Erfurt und verteidigte politisch Verfolgte. Wegen seiner geschmälerten Pensionsbezüge prozessierte er bis vor dem obersten Reichsgericht.
Als die NS-Herrschaft beseitigt war, wurde er im Juni 1945 kurzzeitig Zweiter Bürgermeister von Erfurt, kehrte aber bald nach Mühlhausen zurück. Ab September 1945 war er wieder – diesmal mit dem Mandat der Sozialdemokratischen Partei Deutschlands (SPD) Oberbürgermeister. Im Jahr 1946 wurde er mit dem Mandat der SED erneut mit großer Mehrheit zum OB gewählt. Am 28. März 1946 fand die Gründungsversammlung des Kulturbundes in Mühlhausen statt. OB Neumann hielt eine Rede über Ziele und Aufgaben des Kulturbundes. Mit Kunst und Kultur sollte der Kulturbund zur demokratischen Erneuerung beitragen und das faschistische Gedankengut aus den Köpfen der Menschen bringen. Zahlreiche Mühlhäuser trugen sich als Mitglieder im Kulturbund ein, und Dr. Neumann wurde zum 1. Vorsitzenden gewählt. Im Juli 1948 verlangte die SED-Landesleitung seinen Amtsverzicht und bot ihm einen Posten im Justizapparat an. Weil er sich weigerte, wurde er aus der SED ausgeschlossen und verlor erneut sein Amt. Im Jahr 1952 verließ er die DDR und arbeitete noch einige Jahre als Abteilungsleiter im Hessischen Innenministerium.

## Würdigungen
- Am 19. Mai 2008 wurde dem Stadtrat von Mühlhausen eine Bronzebüste des ehemaligen OB übergeben, die im neu gestalteten Sitzungssaal der Stadtverordneten in der Brotlaube aufgestellt worden ist.[4]
- Im Oktober 2011 wurde die OB-Neumann-Straße in Mühlhausen nach ihm benannt.[5]